# Gina Mercado
Gina Paola Mercado Núñezes una presa política venezolana. Mercado fue detenida en 2024, el día después de las elecciones presidenciales de Venezuela el mismo año, por participar y grabar una protesta en Caracas. En diciembre de 2024 la Comisión Interamericana de Derechos Humanos (CIDH) emitió medidas cautelares a su favor.

## Detención
En la tarde del 29 de julio de 2024, al día siguiente de las elecciones presidenciales de Venezuela el mismo año, fue detenida por funcionarios de la Guardia Nacional Bolivariana (GNB) cuando participaba y grababa una protestas en el centro de Caracas. Mercado fue trasladada a la Zona 7 de la Policía Nacional Bolivariana (PNB) y posteriormente fue recluida en el Instituto Nacional de Orientación Femenina (INOF) en Los Teques, estado Miranda. La ONG Espacio Público, enfocada en la libertad de expresión, denunció la detención.
Gina fue acusada de "terrorismo, obstrucción a la vía pública e instigación al odio". Para agosto, las autoridades habían negado repetidamente ofrecer información sobre su paradero y sus circunstancias, su familia no habían podido verla, y no tenía acceso a defensa de confianza.
El 16 de diciembre la Comisión Interamericana de Derechos Humanos (CIDH) emitió medidas cautelares a su favor al considerar que se encontraba "en una situación de gravedad y urgencia de riesgo de daño irreparable a sus derechos". La CIDH le pidió al Estado venezolano que tomara las medidas necesarias para proteger los derechos a la vida, integridad personal y salud, incluyendo realizar los diagnósticos médicos correspondientes y permitir el acceso regular a la luz solar, alimentos aptos para consumo, agua y condiciones básicas para su higiene. La Comisión también pidió que no fuese sujeto a maltratos ni agresiones físicas, que se le permitiese contacto a su defensa de confianza y el acceso a su expediente penal. El 20 de diciembre la CIDH emitió un comunicado lamentando la falta de información  ofrecida sobre la detención de Mercado y la de implementación de medidas de protección solicitadas.